# Наси-капау
На́си-капа́у (индон. и мин. nasi Kapau, буквально — «рис по-капауски») — принятая в падангской кухне подача варёного риса в комплекте с многочисленными разнообразными кушаньями. Пользуется большой популярностью в северной части индонезийской провинции Западная Суматра. В составе наси-капау могут подаваться до нескольких десятков блюд местной кухни.
В значительной степени воспроизводит другую, более распространённую среди минангкабау комплексную трапезу наси-паданг, однако имеет некоторые отличия, которые жители соответствующих местностей считают принципиальными. Так, бо́льшая часть кушаний в составе наси-капау традиционно приходится на гулаи и другие блюда в жидком соусе, требующие подачи в глубокой посуде и последующей порционной раздачи половником, тогда как наси-паданг сервируется преимущественно в небольших плоских тарелках, каждая из которых рассчитана на одну порцию. Соответственно, миски с наси-капау выставляются на раздаточном столе рядами в один уровень, в то время как тарелочки с наси-падангом обычно устанавливают друг на друга, формируя многоуровневые конструкции — как правило, в витрине заведения. Кроме того, в харчевнях, специализирующихся на наси-капау, — в отличие от тех, где подают наси-паданг, — традиционно работают только женщины, и там нередко обходятся без столиков.
Наси-капау практикуется в основном в ресторанной кухне и, значительно реже, за домашними праздничными трапезами или при приёме гостей. Оно получило известность во всей Индонезии и, в меньшей степени, в Малайзии, Сингапуре, Нидерландах и некоторых других странах.

## Происхождение и распространение

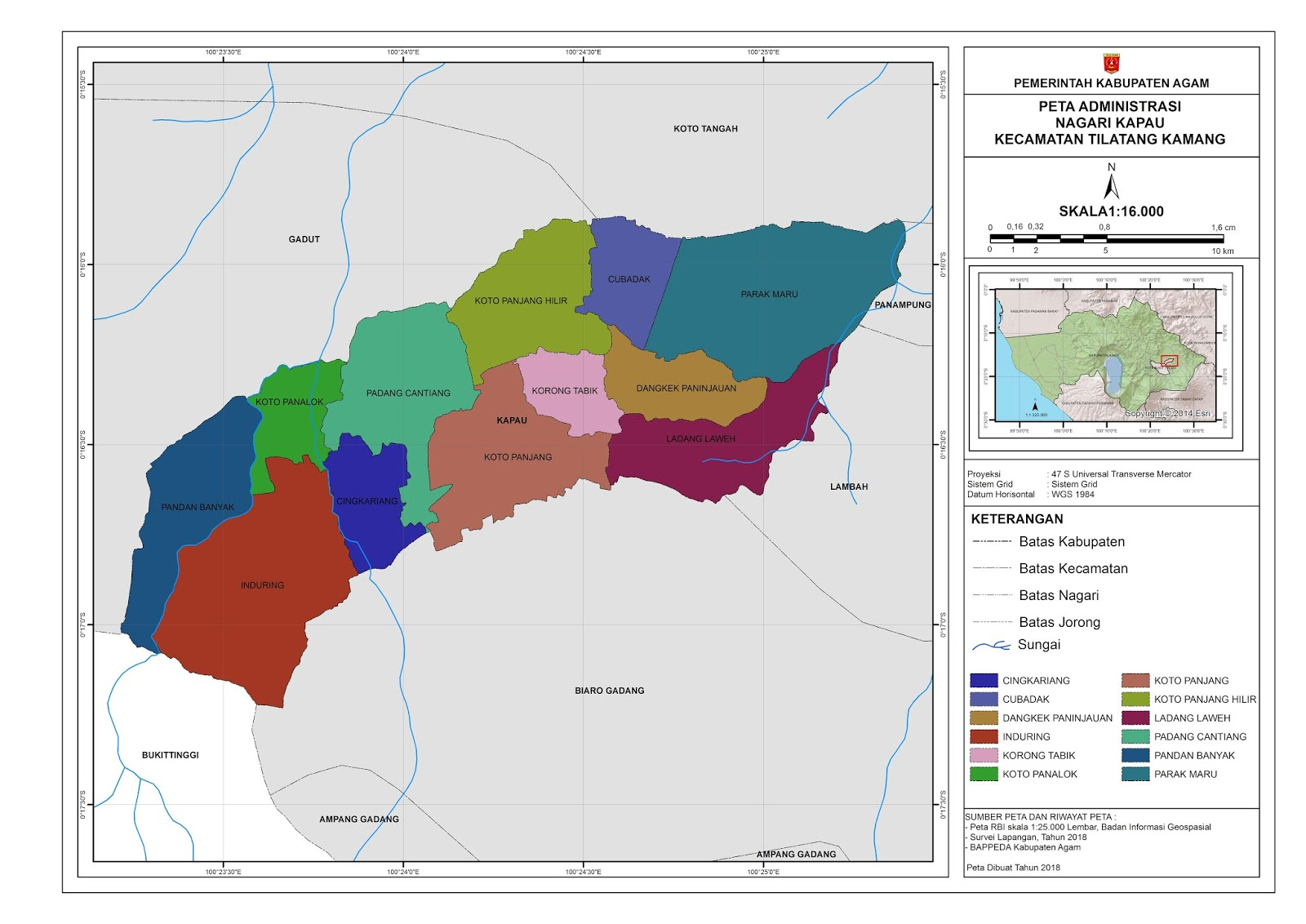
Карта поселения Капау с указанием его расположения в округе Агам

Варёный рис исторически является главной составляющей рациона большинства жителей Индонезии, тогда как прочие продукты обычно служат лишь более или менее значительными дополнениями, по существу, гарнирами к нему. Такие гарниры, объём каждого из которых обычно уступает объёму самого́ риса, по-индонезийски называются «ла́ук» (индон. lauk), а набор из нескольких различных гарниров и соусов к рису — «ла́ук-па́ук». Исключения в этом плане не составляет и народ минангкабау, проживающий в западной и центральной частях Суматры, кулинарная практика которого известна как падангская кухня. Однако если у других индонезийских народов лаук-паук обычно укладывается на одну тарелку с рисом — рядом с ним или поверх него, то у минангкабау сложилась своеобразная, нетипичная для прочих индонезийцев традиция подачи разнообразных гарниров к рису в отдельных тарелках или мисках.
Традиционная падангская подача многочисленных кушаний в дополнение к рису стала известна под соответствующим названием — наси-паданг, т. е. «рис по-падангски», и получила исключительно широкое распространение в районах расселения минангкабау. Компоновка такого комплексного обеда отличается большим разнообразием: в различных местностях ассортимент входящих в него яств неодинаков, в нём фигурируют те или иные локальные кулинарные специалитеты.

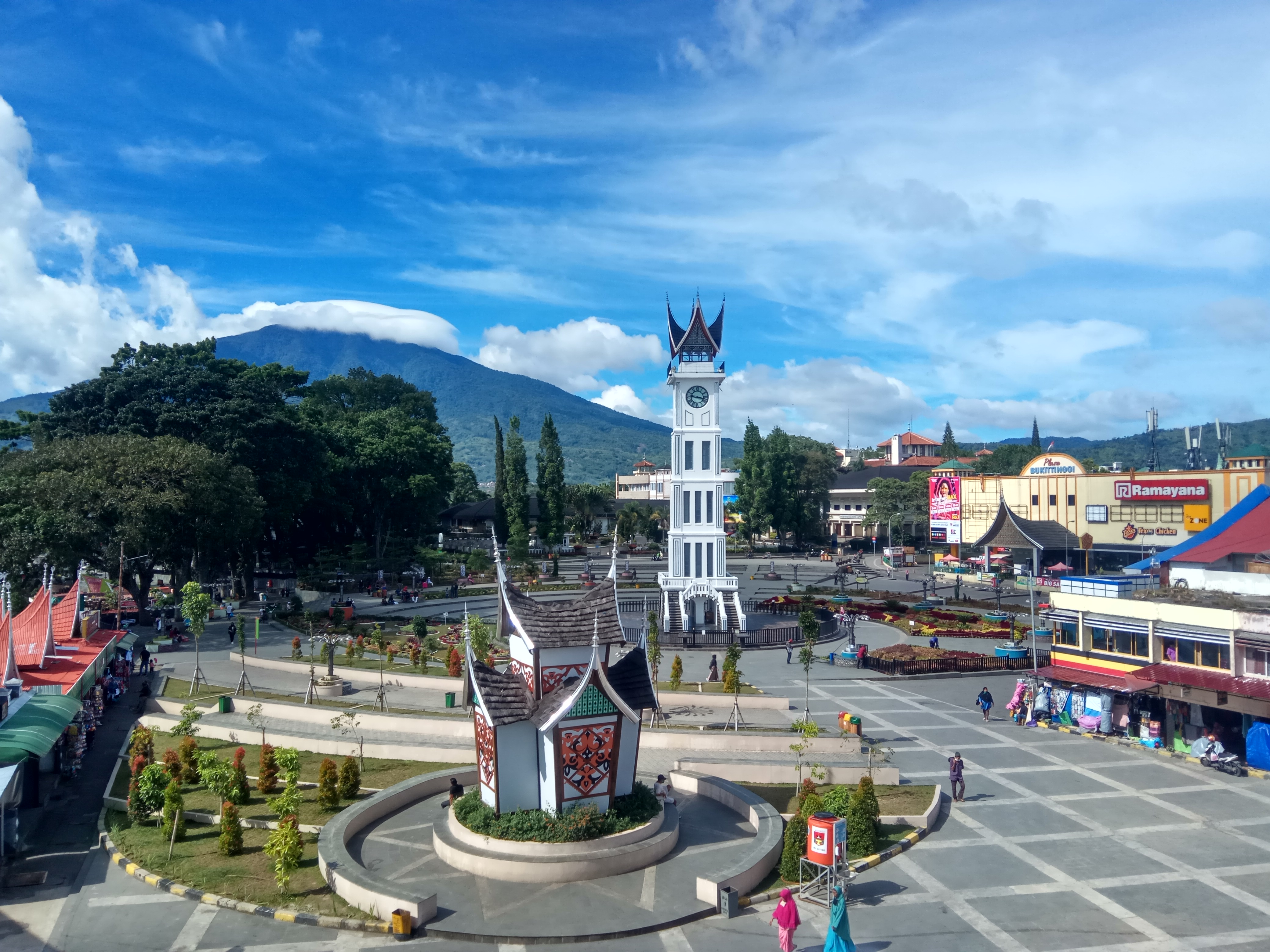
Букиттинги — неофициальная столица наси-капау

Наиболее своеобразный вариант сложился в удалённых от побережья районах северной части провинции Западная Суматра, которая представляет собой территорию наиболее компактного проживания минангкабау. Центром становления соответствующей гастрономической традиции стало небольшое поселение Капа́у, находящееся на востоке округа Агам, благодаря чему такая комплексная трапеза получила название на́си-капа́у — «рис по-капауски». Её история насчитывает более ста лет: имеются сведения о подаче в этой местности «риса по-капауски» по крайней мере в 1911 году. Со временем наси-капау перестал быть достоянием своей «малой родины», распространившись в сопредельных местностях: во всём округе Агам и городе Букиттинги, со всех сторон окружённом территорией этого округа, а также в некоторых других районах северной части Западной Суматры. С учётом достаточно значительного населения Букиттинги и его значимой роли в социально-экономической жизни минангкабау именно этот город в настоящее время считается неофициальной «столицей» наси-капау. При этом как в Букиттинги, так и на всех упомянутых территориях жители склонны придавать принципиальное значение отличительным чертам наси-капау и считать его не разновидностью наси-паданга, а альтернативой ему.
Благодаря массовым миграциям минангкабау и их высокой активности в сфере ресторанного бизнеса наси-капау — наряду с наси-падангом и другими традициями и блюдами падангской кухни — получило широкую известность не только во всей Индонезии, но и в сопредельных странах — прежде всего в Малайзии и Сингапуре. Заведения общественного питания, подающие наси-капау, действуют и в других государствах, где проживают значительные общины минангкабау, в т. ч. в Нидерландах — бывшей метрополии Индонезии. При этом за пределами исторического ареала расселения минангкабау на Суматре потребители нередко отождествляют наси-капау и наси-паданг, не усматривая между ними существенной разницы.

## Состав
1. Из мякоти джекфрута;
 2. Из фаршированных говяжьих кишок;
 3. Из зеленой фасоли, капусты и других овощей

Неизменным системообразующим элементом наси-капау является варёный рис — обычно простой, сваренный в воде без добавления каких-либо специй или кокосового молока. Традиционно его готовят в котлах и кастрюлях, однако в современных условиях весьма часто используются рисоварки.
Ассортимент кушаний, входящих в наси-капау, достаточно разнообразен, однако всё же более ограничен в сравнении с наси-падангом. Если в наси-паданге, как правило, достаточно равномерно представлены основные группы блюд падангской кухни — в частности, ренданги, гулаи и баладо, то в наси-капау наиболее широко представлены именно разнообразные гулаи, которые являются традиционным кулинарным специалитетом Капау и сопредельной местности. На эти блюда, для которых характерно большое количество жидкого маслянистого соуса на основе кокосового молока с обилием специй, обычно приходится по крайней мере половина, а зачастую и намного бо́льшая доля кушаний в рамках наси-капау.
Если для падангской кухни в целом наиболее типичными являются однокомпонентные гулаи из продуктов животного происхождения — мяса, разнообразных субпродуктов, рыбы и птицы, то для местностей, специализирующихся на наси-капау, характерна относительно более высокая доля гулаев, приготовленных из двух или даже трёх продуктов: их смешивают, либо же один продукт начиняют другим. При этом для местных гулаев более широко — хотя и в меньшей степени, чем животные, — используются растительные продукты, поскольку природные условия соответствующей части Западной Суматры наиболее благоприятствуют выращиванию овощей, зелени и фруктов. Чаще всего из растительных продуктов в ход идут джекфрут, капуста, картофель, чайот, стручковая фасоль, вигна, паркия красивая, морковь, репчатый лук, молодые побеги бамбука, а также плоды дерева Archidendron pauciflorum.
Несколько видов гулая пользуются особой популярностью в наси-капау и часто считаются непременными составляющими этой комплексной трапезы. К ним относятся прежде всего гулай из мякоти джекфрута, который обычно готовится с добавлением молодых побегов бамбука, лука или вигны; гулай из говяжьих кишок, фаршированных смесью из рубленых утиных или куриных яиц и тофу; гулай из смеси нашинкованных капусты и чайота с зеленой фасолью, а также гулай из целых карпов с икрой. Как и другие гулаи, они подаются с большим количеством соуса, который благодаря специям обычно имеет достаточно насыщенные цветовые оттенки: от золотистого до оранжево-красного или шоколадного. Все эти кушанья почти никогда не подаются в составе классического наси-паданга и вообще крайне редко фигурируют в падангской кухне за пределами Капау и окружающих его территорий.
Помимо разнообразных гулаев, в составе наси-капау подаются и другие блюда местной кухни. Наиболее типичными из них являются баладо из говяжьего денде́нга — индонезийской версии джерки — и ренданги из листьев маниока, из утятины, из говядины и различных говяжьих субпродуктов — последние нередко готовятся с добавлением картофеля или других овощей. Кушанья же из морепродуктов и морской рыбы присутствуют в наси-капау крайне редко, поскольку они в принципе не типичны для соответствующих районов Суматры, не имеющих выхода к океану.

## Подача и потребление
Наси-капау может подаваться за домашними трапезами — как правило, не повседневными, а приуроченными к праздникам или приёму гостей. Однако своей широкой популярностью оно обязано прежде всего общественному питанию: эта подача блюд уже давно взята на вооружение харчевнями и ресторанами всех уровней в соответствующих районах Суматры, освоена там в фуд-кортах торгово-развлекательных и офисных центров. Рестораны, специализирующиеся на наси-капау, функционируют и в других районах Индонезии: особенно многочисленны они в столице страны Джакарте. Кроме того, такие заведения можно встретить в Малайзии, Сингапуре и других странах, где проживают значительные общины выходцев из северной части Западной Суматры.
Подача наси-капау во многом напоминает шведский стол. Входящие в его состав кушанья раскладываются в большие глубокие миски или металлические судки, часто оборудованные ножками. Эти ёмкости расставляются в несколько рядов на столе или же на специальных этажерках, полки которых установлены по принципу лестницы — передняя самая низкая, каждая последующая немного выше. При этом по традиции гулаи и другие блюда в жидких соусах обычно выставляются в первые ряды, а блюда без соусов — сзади. Иногда ёмкости устанавливаются на переносные горелки, чтобы при необходимости разогревать еду, — подобное не практикуется при подаче наси-паданга. Порционная раздача осуществляется с помощью половника или большой ложки — в сельской местности в этих целях до сих пор часто используется традиционный прибор из половинки скорлупы кокосового ореха, насаженной на палку. Зачерпнутая из судка порция выбранного кушанья накладывается в тарелку посетителя рядом с горкой варёного риса. Таким образом, в плане подачи наси-капау заметно отличается от наси-паданга, который сервируется в небольших мелких тарелочках, каждая из которых рассчитана на одну порцию. Кроме того, тарелочки с наси-падангом для экономии места принято устанавливать друг на друга в несколько этажей: такие пирамиды традиционно выставляются в витринах падангских харчевен и часто представляют собой наглядное меню. Миски же или судки с наси-капау в многоэтажные пирамиды не выстраиваются и в витринах не выставляются, поэтому в соответствующих заведениях, как правило, присутствует бумажное меню. В небольших харчевнях, подающих наси-капау, иногда обходятся без столиков: посетители усаживаются на скамью или стулья в непосредственной близости от стола или этажерки с едой и удерживают свои тарелки на коленях. В тех же заведениях, где подают наси-паданг, столики для посетителей совершенно обязательны: их обычно заставляют маленькими тарелочками с едой. Благодаря обилию специй большинство блюд, традиционно составляющих наси-капау, может достаточно долго храниться при комнатной температуре — обычно не менее нескольких дней, благодаря чему во многих заведениях на ночь их оставляют на столе или этажерке, лишь прикрывая крышками.
Ещё одним характерным отличием наси-капау является то, что в харчевнях на его раздаче традиционно работают женщины, тогда как официантами в заведениях общепита, специализирующихся на наси-паданге, в большинстве случаев являются мужчины. Кроме того, при заказе нескольких кушаний из состава наси-капау принято бесплатно выдавать небольшую порцию ещё какого-то блюда из числа наиболее ходовых. Чаще всего в качестве «комплимента от заведения» отпускают гулай из фаршированных говяжьих кишок или баладо из денденга: посетителям нередко предоставляется возможность выбора между этими двумя добавками. Предоставление подобного «бонуса», называемого на языке минангкабау себе́нг (мин. sebeng), при подаче наси-паданга никогда не практикуется.
Наси-капау, как и наси-паданг, можно заказать навынос, указав ассортимент и объём необходимых дополнений к рису. При этом порции, отпускаемые навынос, — как и в случае с наси-падангом — обычно бывают немного больше, чем те, что подают в заведениях: считается, что таким образом компенсируется отсутствие нагрузки на официантов. Кроме того, в Букиттинги и его окрестностях практикуется также «мобильная» подача наси-капау: судки с едой на деревянных кухнях-тележках развозят уличные торговцы. Как и при ресторанной трапезе, порция каждого кушанья оплачивается отдельно, что отличает эту кулинарную практику от шведского стола.
Несмотря на достаточно широкое распространение в Индонезии столовых приборов европейского образца — ложки и вилки, тогда как столовый нож в обиход не вошёл, в заведениях, подающих наси-капау, очень часто практикуется еда руками. В сельской местности на Западной Суматре такой способ приёма пищи является абсолютно превалирующим, популярен он и в городах, прежде всего среди людей старшего поколения. Жидкие соусы принято вымакивать рисом, собранным в небольшой комочек. Для омовения рук часто используются традиционные для минангкабау полусферические чаши — кабо́каны (мин. kabokan).

## Программа «Наси-капау»

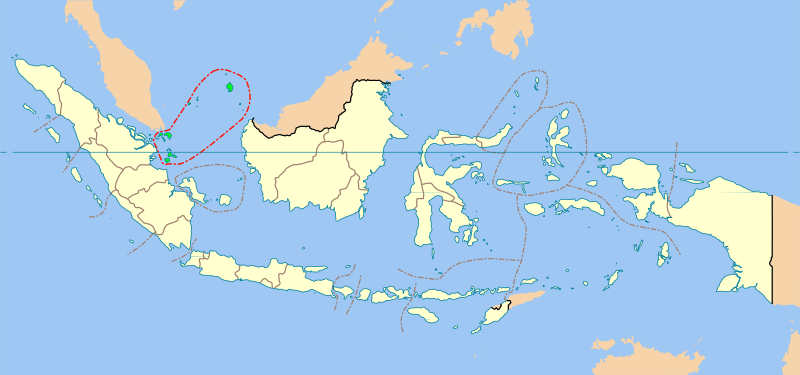
Провинция Кепулауан-Риау в составе Индонезии

В июне 2021 года управление Полиции Республики Индонезии по Кепулауан-Риау запустило программу по обеспечению вакцинации от COVID-19 населения этой провинции, полностью расположенной на небольших, часто достаточно удалённых друг от друга островах к востоку от Суматры. В распоряжение местным органам здравоохранения, не имеющим собственного морского транспорта, предоставляются скоростные полицейские катера, а также полицейское сопровождение — с тем, чтобы не только доставить медиков на все обитаемые острова провинции, но и обеспечить явку жителей на прививки. Программа получила официальное наименование «Наси-капау» (индон. Program NASI KAPAU), которое представляет собой омонимический акроним, образованный из произвольно выделенных частей индонезийского словосочетания «Вакцинация добирается до островов» (индон. Vaksinasi menjangkau pulau). По мнению руководства региональной полиции, такое название призвано способствовать позитивному восприятию программы населением провинции, среди которого наси-капау пользуется большой популярностью: минангкабау составляют довольно существенную часть жителей Кепулауан-Риау, и их культурное влияние здесь традиционно весьма сильно́.